# Lobelia livingstoniana
Lobelia livingstoniana är en klockväxtart som beskrevs av Robert Elias Fries. Lobelia livingstoniana ingår i släktet lobelior, och familjen klockväxter. Inga underarter finns listade i Catalogue of Life.